# Franjo Džidić
Franjo Džidić (Mostar, 30. kolovoza 1939. – Mostar, 2025.) bio je nogometaš i nogometni trener iz Mostara, Bosna i Hercegovina.
Upisan je u povijest kao čovjek koji je prvi u grad na Neretvi donio krunu šampiona države. Uspjeh je tim veći što je šampionska titula osvojena 2005. godine, kada je HŠK Zrinjski slavio i svoju stotu godinu postojanja.

## Igračka karijera
Počeo je s nogometom 1955. godine. Otac mu je bio rudar i stanovali su u rudarskoj koloniji pored tadašnjeg Veležova igrališta (današnje "Staro Veležovo" ili "Staro igralište", kvart u gradu Mostaru) pa je počeo trenirati u nogometnoj školi tadašnjeg Veleža. Tada su u to doba postojali samo juniori i igrao je u toj juniorskoj selekciji sve do 1958. godine.
Godine 1958. dogodio se njegov prvi nastup za prvi sastav Veleža i bio je prvi junior iz njegove generacije koji je nastupio za prvu momčad. Okosnica tadašnjeg Veleža bili su: Barbarić, Dilberović, Radiljević, Handžić, Zelenika i Mujić. To je bila sjajna nogometna generacija, ali pošto je Velež bio provincijska ekipa teško je bilo napraviti jednu stabilnu nogometnu sredinu. Najveći uspjeh njegove generacije dogodio se 1966. godine kada su sa zagrebačkim Dinamom podijelili drugo i treće mjesto, dok je tada državni prvak bila FK Vojvodina iz Novog Sada.
U Veležu je igrao do 1969. i tada je otišao u čapljinski Borac gdje je ostao tri sezone. Tada je imao i nekih ponuda za odlazak u inozemstvo, ali ipak ostaje u Mostaru, gdje je ostao do kraja svoje igračke karijere. NK Borac Čapljina tada ulazi u drugu ligu što je bio ogorman uspjeh.
Igrao je u Borcu do 1972. godine, kada dobiva poziv od vodstva tadašnje Mladosti Lištica da igra i da ujedno bude trener. Igrao je tada za Mladost ujedno ih trenirajući dvije sezone. Prve godine su ušli iz regionalne u republičku ligu, a ušli su i u kvalifikacije za Drugu ligu – Zapad, ali to je tada bio suviše veliki zalogaj za tu sredinu. Tadašnji dobitak za grad jeste napravljen travnjak na Pecari koji postoji i dan danas na Širokom Brijegu.

## Trenerska karijera
Poslije toga uslijedilo je treniranje mostarske Lokomotive, pa Borca iz Čapljine i onda je punih šest godina bio pomoćni trener u Veležu. Asistirao je Vukašinu Višnjevcu, Milošu Milutinoviću i Muhamedu Mujiću, a s Militinovićem su osvojili kup 1981. godine i to je prvi trofej donesen u Mostar na saveznoj razini. Jednu godinu bio je i nogometni instruktor na nivou Hercegovine, a onda odlazi u Trebinje za trenera Leotara. 
U Trebinju je bio četiri godine i u Leotaru je napravio izuzetan uspjeh. Oplemenio je trebinjski nogomet i stvorio dosta igrača koji su kasnije stekli nogometni ugled i znanje. Uglavnom je poveo igrače iz Mostara koji nisu mogli igrati u Veležu i u Leotaru su stekli afirmaciju. To su bili: Rahimić, Lučić, Rončević i Stipe Jurić, a nakon 4 godine provedene u Trebinju vraća se u Mostar.
Nakon toga odlazi u bugojansku Iskru s kojom ulazi u prvu ligu i tu se zadržava dvije godine. Tada se vraća u Velež u ekipu u kojoj su bili: Kodro, Gudelj, Joško Popović, a prve korake tada je napravio i Igor Musa. Bio je ujedno i posljednji trener tadašnjeg Veleža prije Domovinskog rata.
Nakon rata, prvo odlazi u Šibenik gdje trenira istoimeni klub u Prvoj hrvatskoj nogometnoj ligi. Nakon Šibenika odradio je jednu polusezonu u NK Samoboru koji je tada bio drugoligaš, a zatim se vratio u Mostar. Tada je preuzeo HNK Cim i s njime osvojio prvo mjesto u Drugoj nogometnoj ligi Herceg-Bosne bez izgubljene utakmice. Iz Cima je otišao u NK Široki Brijeg i u dvije sezone s njime osvojio dva prva mjesta u Prvoj ligi Herceg-Bosne. Nakon toga dolazi u Zrinjski, a zatim i jednu polusezonu odlazi u NK Redarstvenik. Uslijedio je odlazak u HNK Ljubuški, a onda ponovo povratak u Široki Brijeg gdje je bio trener omladinske škole
Franjo Džidić po prvi put je vodio Zrinjski kada su bile kvalifikacije za prvaka Bosne i Hercegovine. Iz Prve nogometne lige Herceg-Bosne, Zrinjski i Široki su išli u Sarajevo gdje su ih čekali FK Sarajevo i NK Čelik Zenica. Zrinjski je na tom završnom natjecanju pretrpio dva poraza. Nakon toga preuzeo je nogometnu školu Zrinjskog i bio šef struke. Opet je uslijedio odlazak u Široki jednu godinu i tada se vraća u Zrinjski.
Godine 2005. osvaja prvo mjesto u Nogometnoj Premijer ligi BiH i to ulazi u povijest kao prvi naslov šampiona države koji je došao u Mostar. Uspjeh je tim veći što je šampionska titula osvojena 2005. godine, kada je HŠK Zrinjski slavio i svoju stotu godinu postojanja. Zrinjski je tada imao izuzetnu generaciju momaka od Rajovića, Karlogana, Miloševića, Džidića, Vidića, Smajića, Mitrovića i svih ostalih koji su tada igrali. 
Od tada je Zrinjski u samom vrhu i svake godine igra u kvalifikacijama za europska klupska natjecanja. U kvalifikacijama za Ligu prvaka neslavno završava jer nije bilo vremena za sastavljanje nove momčadi (sedam standardnih igrača šampionske momčadi napušta klub) i nakon toga podnosi ostavku. Nakon ostavke preuzima nogometnu školu Hrvatskog športskog kluba Zrinjski gdje je i danas. Tu je šef omladinskog pogona. Otkako je u nogometnoj školi, juniori Zrinjskog su stalno u vrhu, osvojili su jedan naslov prvaka države i juniorski Kup Bosne i Hercegovine.